# Іванов Анатолій Євгенович
Анатолій Євгенович Іванов  (6 серпня 1939, Прилуки, Чернігівська область — 27 вересня 1996, Київ) — радянський і український кінорежисер i сценарист.

## Життєпис
Закінчив Київський інститут фізкультури (1959). Навчався у Мелітопольському сільгоспінституті, викладав фізкультуру. У 1967 закінчив Київський інженерно-будівельний інститут, у 1969 — Курси асистентів режисера при кіностудії ім. О. Довженка, режисерський факультет ВДІКу (1972, майстерня навчального фільму і телебачення Б. Альтшулера).
У 1965—1968 працював на Київській студії науково-популярних фільмів.
З 1972 — режисер кіностудії ім. О. Довженка.
Був членом Спілки кінематографістів України.

## Фільмографія
- «Мріяти і жити» (1974, реж. Юрій Іллєнко) — 2-й режисер (у співавт. з О. Козирем)

Створив фільми:
- «Місце спринтера вакантне» (1976)
- «За п'ять секунд до катастрофи» (1977)
- «Розколоте небо» (1979)
- «Старі листи» (1981)
- «У привидів у полоні» (1984)
- «Щасливий, хто кохав...» (1986)
- «Погань» (1990)
- «Охоронець» (1991, співавт. сцен.)
- «Гра всерйоз» (1992)
- «Золото партії» (1993, співавт. сцен.)
- «Обережно! Червона ртуть!» (1995)